# Zastava specijalna vozila Sombor
Zastava specijalna vozila Sombor je fabrika specijalnih automobila u Somboru, ogranak preduzeća Zastava iz Kragujevca.

## Istorijat
Prvi koraci u razvoju automobilske industrije AP Vojvodine i opštine Sombor započeti su investicijom u stari proizvodni program od 17 milona dinara. 1970. godine, završenim objektom i uz 170 zaposlenih, počinje proizvodnja dva tipa dostavnih vozila nosivosti do 600 kilograma, u saradnji sa zavodima »Crvena Zastava«. Na osnovu tadašnjeg ustava kolektiv postaje jedna od 35 OOUR Zavoda »Crvena Zastava«.
OOUR je, za relativno kratko vreme svoga postojanja, uspela da 70% vozila izrađuje u saradnji sa kooperantima širom Jugoslavije, a izraženo brojčano, to iznosi oko 15.000 vozila, plasiranih na domaće i strano tržište.Kolektiv je tada brojao preko 400 zaposlenih, od čega 2% sa visokom školskom spremom, 4% sa višom, 11% sa srednjom, 1% sa nižom, 13% visokokvalifikovanih radnika, 38% kvalifikovanih radnika, 12% polukvalifikovanih i 23% nekvalifikovanih radnika.
Dostignuće asortimanskog nivoa, u odnosu na prvobitna dva tipa, je u ono vreme 7 novih tipova dostavnih vozila među kojima je i tada novo luksuzno vozilo 430 K Luxe tzv. fića kombi, a bila je i uspostavljena saradnja sa nizom kooperanata kao što su »21. Maj« — Beograd, »Tigar« — Pirot, »Iskra« — Kranj i mnogi drugi.

## Odeljenje za promet i servisiranje vozila
Filijala »Sombor« u Somboru, nastala je spajanjem trgovinskog preduzeća »Autobačka« iz Sombora sa Zavodima »Crvena zastava« iz Kragujevca, 1971. godine, izjašnjavanjem radnika putem referenduma 23. juna. U to vreme poslovala je kao OUR u sastavu Zavoda »Crvena zastava«, a odlukom Zbora radnih ljudi jula 1973. godine »Filijala Sombor« postaje jedna od 35 osnovnih organizacija udruženog rada u sastavu »Zavoda«.
Počeci rada ove »Filijale« najbolje se mogu sagledati posmatranjem delatnosti trgovinskog preduzeća »Autobačka« koje je osnovano 1958. godine, a zapošljavalo je desetak radnika i bavilo se prodajom svih vrsta proizvoda metalne industrije. Samim pripajanjem »Zavodima«, ova radna organizacija zapošljava 140 radnika, dok se u poslovanju orijentiše na prodaju, isključivo, Zastavinih vozila i drugih proizvoda te fabrike. Tokom te prve, 1971. godine, prodato je 2.407 vozila, u 1972. godini 3.257 vozila, dok je u 1974. godini prodato 7.000 vozila.I prodaja rezervnih delova se takođe povećavala.
Odeljenje ima u svom sastavu dva stovarišta u Somboru,(prodaja autodelova i oružja), Odžacima i Senti a pre rata je imala i stovarište u Vukovaru, a bave se isključivo prometom, dok se Radna jedinica u Kuli,osnovana početkom 1974.godine, bavi prodajom vozila, autodelova i servisiranjem vozila.

## Danas
Preduzeće 'Zastava Specijalni Automobili' iz Sombora, posluje kao društvo u sastavu Grupe Zastava Vozila Kragujeva Fabrika se bavi proizvodnjom visenamenskih specijalnih vozila i rezervnih delova za vozila kao i pružanje proizvodnih usluga iz domena obrade čeličnih materijala deformacijom, skidanjem strugotina, termičkom obradom, lakiranjem i proizvodnjom delova od poliestera. Fabrika poseduje sve potrebne privredne kvalitete i visoko stručnu i obučenu radnu snagu koja uz primenu savremenih tehnologija razvija i uvodi u proizvodnju proizvode po zahtevima krajnjih korisnika.Za doslednu primenu sistema kvaliteta u svim ciklusima razvoja, proizvodnje, prodaje i post prodaje proizvoda preduzeće je dobilo certifikat JUS ISO 9001 : 2001.Osnovni program ZSA čini proizvodnju plasman višenamenskih vozila na osnovu putničkih automobila Fabrike automobila Kragujevac.Godišnji kapacitet je 10.000 vozila. Zavisno od potreba kapacitet proizvodnje se uz manje investicione zahvate može uvećati.Do sada je proizvedeno 120.000 vozila za domaće i ino tržište.Razvojna funkcija "Zastava Specijalni Automobili" intenzivno razvija nove modele i nove proizvode u skladu sa zahtevima krajnjih korisnika.Svi proizvodi akcionarskog društva su za upotrebu atestirani u skladu sa zahtevima JUS-a i ECE pravilnika.Prodaja proizvoda krajnjim korisnicima i održavanje proizvoda u eksploataciji se vrši preko široko rasprostranjene prodajno servisne mreže koja raspolaže sa potrebnim resursima za kvalitetnu prodaju i održavanje proizvoda u garantnom i vangarantnom roku.
Tradicija, raspoloživi proizvodni kapaciteti, savremena tehnologija proizvodnje i osposobljena visoko stručna radna snaga omogućuje preduzeću fleksibilan i kvalitetan razvoj proizvoda u skladu sa zahtevima trzista, odnosno krajnjih korisnika.
Fabrika „Zastava specijalni automobili” u Somboru jedina je fabrika iz društva „Zastava” koja proizvodnju nastavlja i u 2009. godini, tako da će na tržištu automobila i dalje biti kompletan prozivodni program ZSA.Za proizvodnju 300 višenamenskih vozila, je obezbeđen novac, deo samostalno, a delom zahvaljujući kreditu koji su dobili od Ministarstva ekonomije,. Tako će fabrika ZSA kao jedina iz društva „Zastava” nastaviti proizvodnju višenamenskih i specijalnih vozila.

## Proizvodni program
Osnovu proizvodnje čini proizvodnja na osnovnom modelu putničkog vozila Skala 101 kao što su vozila Skala 1.1 Poly, Skala 1.1 Pick-Up, Skala 1.1 Poly Kombi, Skala 1.1 Poly Pekar, Skala 1.1 Poly JV i vozila Zastava florida Pick-Up (sa modelima) koje je uz značajne izmene karoserije proizvedeno iz osnovnog modela putničkog automobila Zastava florida. Sada su u proizvodnji modeli Florida 1.3 Poly Furgon, Florida 1.3 Furgon Sanitet, Florida 1.3 Pogrebno, Florida 1.3 ED-Elektrodistribucija, Florida 1.4 Hladnjača i Florida 1.3 Poly Furgon sa dve skolpive klupe.

## Spoljašnje veze
- ZSA Sombor
- Zastava Kragujevac[мртва веза]
- Zastava Kamioni